# Gsus Villau
Gsus Villau es un coreógrafo y bailarín español. Quién se ha formado como profesional en España, Italia, Inglaterra, Australia, y Estados Unidos.
En su trayectoria profesional cabe destacar su colaboración como coreógrafo y profesor de funky en la edición grupos de "Fama ¡a bailar!". También ha sido coreógrafo de la Gira Nacional de Coca Cola Zero, KIA Motors, Burn, Telefónica, Miguel Sáez, Salmah Star, etc.
Como bailarín ha realizado numerosos trabajos, destacando su participación en el programa británico “Factor X”, en Londres, con el coreógrafo Brian Friedman, o en el musical de “Hoy no me puedo levantar”, Greta (y los Garbo), Miguel Ángel Muñoz, Melody, Movistar, BMW, Desigual, Lee,...
También ha trabajado en distintos programas de televisión, tales como Eurojunior, Gente de Primera, Telepasión, etc.
Destacamos también su participación como bailarín en el Festival Internacional de Cine de San Sebastián.
Gsus Villau, es considerado a nivel nacional, uno de los mejores coreógrafos de funky en España, prueba de ello, son sus numerosos cursos y Masterclass impartidas por todo el mundo. Ya ha impartido clases en las mejores escuelas de España, Australia, Perú... y próximamente estará en Colombia, Chile, Brasil, Polonia, etc.